# Аурига (компания)
Аурига — сервисная компания, оказывающая услуги по разработке ПО и ИТ-консалтингу. С 1993 года Аурига зарегистрирована в США и имеет несколько центров разработки в России и Литве. Аурига — одна из 100 ведущих мировых компаний-разработчиков программного обеспечения на заказ. В семи инженерных центрах в России и Европе трудятся более 600 сотрудников, развернуто 13 лабораторий разработки и тестирования встроенного ПО. Ежегодно мы выполняем более 100 проектов для производителей медицинских устройств, автомобилей и строительных инструментов, телекоммуникационных и энергетических компаний, производителей аппаратного оборудования, системных интеграторов и разработчиков высокотехнологических решений.
Компания предоставляет своим клиентам следующие услуги: разработка программного обеспечения, сопровождение и поддержка программных продуктов, ре-инжиниринг, миграция и портирование, интеграция, тестирование, автоматизация тестирования, технологические исследования и консалтинг в области ПО, аналитика данных. Все услуги предоставляются в следующих технологических областях:
- Корпоративные приложения: документооборот, CRM-системы, автоматизация бизнес-процессов, защита данных
- Web services, распределенные приложения повышенной нагрузки
- Data science: большие данные, облачные сервисы хранения данных, DevOps, предиктивная аналитика, машинное обучение
- Мобильные платформы, кросс-платформенная разработка, гибридные приложения
- Интернет вещей (IoT), носимые устройства, сенсоры, приложения для дополненной и виртуальной реальности
- Встраиваемое программное обеспечение, системы реального времени, виртуализация, симуляция, цифровые двойники
- M2M решения, приложения и сервисы для умного предприятия, здравоохранения, подключенных автомобилей

Среди клиентов компании Chrysler, Draeger Medical, IBM, Lynx Software Technologies, Inc., Fresenius Medical Care, MedLumics, nVent, Stada and др.

## История компании
Компания Аурига была создана 29 декабря 1990 года профессором МГУ, доктором физико-математических наук Алексеем Григорьевичем Сухаревым.  В 1993 году компания Аурига была зарегистрирована в США. 
В 1991-1993 годах основным Аурига выполняла проекты для компании Hewlett-Packard.  
В 1995-1996 годах Аурига начала сотрудничать с компаниями Interleaf (позже была приобретена Broadvision), Pigeon POint Systems (с 2019 года -  nVent Schroff Gmbh) и Lynx RTS, Inc. (c 2014 года Lynx Software Technologies, Inc.). C этими компаниями Аурига сотрудничает до сих пор. 
В 2002-2003 Аурига становится членом организации Bitkom - немецкой ассоциации информационных технологий, телекоммуникация и медиа.
В 2006 году Аурига вошла в топ-5 ведущих ИТ-компаний Центральной и Восточной Европы по оценкам экспертов Global Services и neoIT. 
В 2010 Аурига стала одной из 10 лучших компаний на развивающихся европейских рынках по данным Global Services и второй год подряд вошла в рейтинг Global Services 100. 
В 2010 открылся инженерный центр Ауриги в Вильнюсе.
В 2017 году Аурига успешно прошла проверку системы менеджмента качества организации и получила сертификат ISO 13485:2016 на тестирование ПО медицинских устройств. 
В 2019 Аурига заключила партнерское соглашение с Parasoft, мировым лидером в области автоматизации тестирования ПО для встраиваемых и корпоративных решений, а также Интернета вещей.
2020 - Аурига вошла в Intel® Partner Alliance, чтобы использовать масштабируемые, совместимые технологии Intel® для разработки качественных решений для клиентов со всего мира, а также  стала членом ассоциации OR.NET – некоммерческой организации, которая занимается разработкой международных стандартов в сфере совместимости медицинского оборудования.
23 февраля 2024 года компания была включена в блокирующий санкционный список США.

## Признание
Компания Аурига является одним из 100 ведущих провайдеров услуг по разработке ПО в мире, на протяжении многих лет удерживая позиции в таких престижных мировых рейтингах как Global Services 100, Global Outsourcing 100 и Black Book of Outsourcing.
В 2017 и 2015 годах инженерный центр Ауриги в г. Вильнюс (Литва) – Auriga Baltics – был признан одной из наиболее финансово стабильных компаний в стране и получил сертификат «The Strongest in Lithuania».
Global Outsourcing 100 – ежегодный список лучших аутсорсинговых компаний мира, составляемый Международной ассоциацией профессионалов в области аутсорсинга® (IAOP®) и включающий не только крупные компании (Leaders), но и фирмы с численностью персонала до 5000 человек (Rising Stars). С 2008 года Аурига неизменно занимает заслуженное место в этом престижном рейтинге.
Black Book of Outsourcing – исследование консалтинговой группы Datamonitor. 
В 2011 году Аурига стала единственной российской компанией и одной из 10 компаний в мире, вошедших одновременно в три престижных мировых рейтинга провайдеров ИТ-услуг: Global Services 100, Global Outsourcing 100 и Black Book of Outsourcing.
В 2009 году Аурига вошла в список Топ-10 аутсорсинговых компаний-разработчиков ПО и Топ-20 сервис-провайдеров в сфере R&D по результатам исследования, проведенного ведущей консалтинговой компанией Zinnov Management Consulting среди ИТ-компаний Индии, Китая, России, Украины и Восточной Европы.
Clutch - независимая рейтинговая платформа для B2B-рынка.
В 2019 году Аурига вошла в Топ-15 ведущих компаний по разработке Интернета вещей по версии Clutch.
В 2020 году Аурига признана лидером B2B услуг в области разработки.
The Manifest - бизнес платформа.
В 2020 году Аурига была включена в рейтинг 100 лучших в мире компаний-разработчиков программного обеспечения на заказ, опубликованный на бизнес-платформе The Manifest.